# Paweł Edelman
Paweł Edelman ( Łódź, Polonia, 26 de junio de 1958) es un director de cine y fotografía polaco. Edelman participó en la película El Pianista de Roman Polanski, de la cual trabajó como director de fotografía. Su buen trabajo le permitió ganar el César a la mejor fotografía y ser nominado a los Premios BAFTA y Óscar en la misma modalidad.

## Filmografía
- Psy (1992)
- Psy 2. Ostatnia krew (1994)
- Nastazja (1994)
- The Poison Tasters (1995)
- Slodko gorzki (1996)
- Taranthriller (1997)
- Historie milosne (1997)
- Happy New York (1997)
- House Chronicles (1997)
- Demons of War by Goya (1998)
- Father's Right (1999)
- Pan Tadeusz (1999)
- Big Animal (2000)
- Reich (2001)
- Hijos de un mismo dios (2001)
- El pianista (2002)
- La venganza (2002)
- Ray (2004)
- Oliver Twist (2005)
- Todos los hombres del rey (2006)
- Katyń (2007)
- La vida ante sus ojos (2007)
- New York, I Love You (2008)
- The Ghost Writer (2010)
- Carnage (2011)
- El secreto de la aldea (2012)
- La Venus de las pieles (2013)
- Basada en hechos reales (2017)
- El oficial y el espía (2019)
- Lee Miller (2023)